# Gustav Eduard von Hindersin

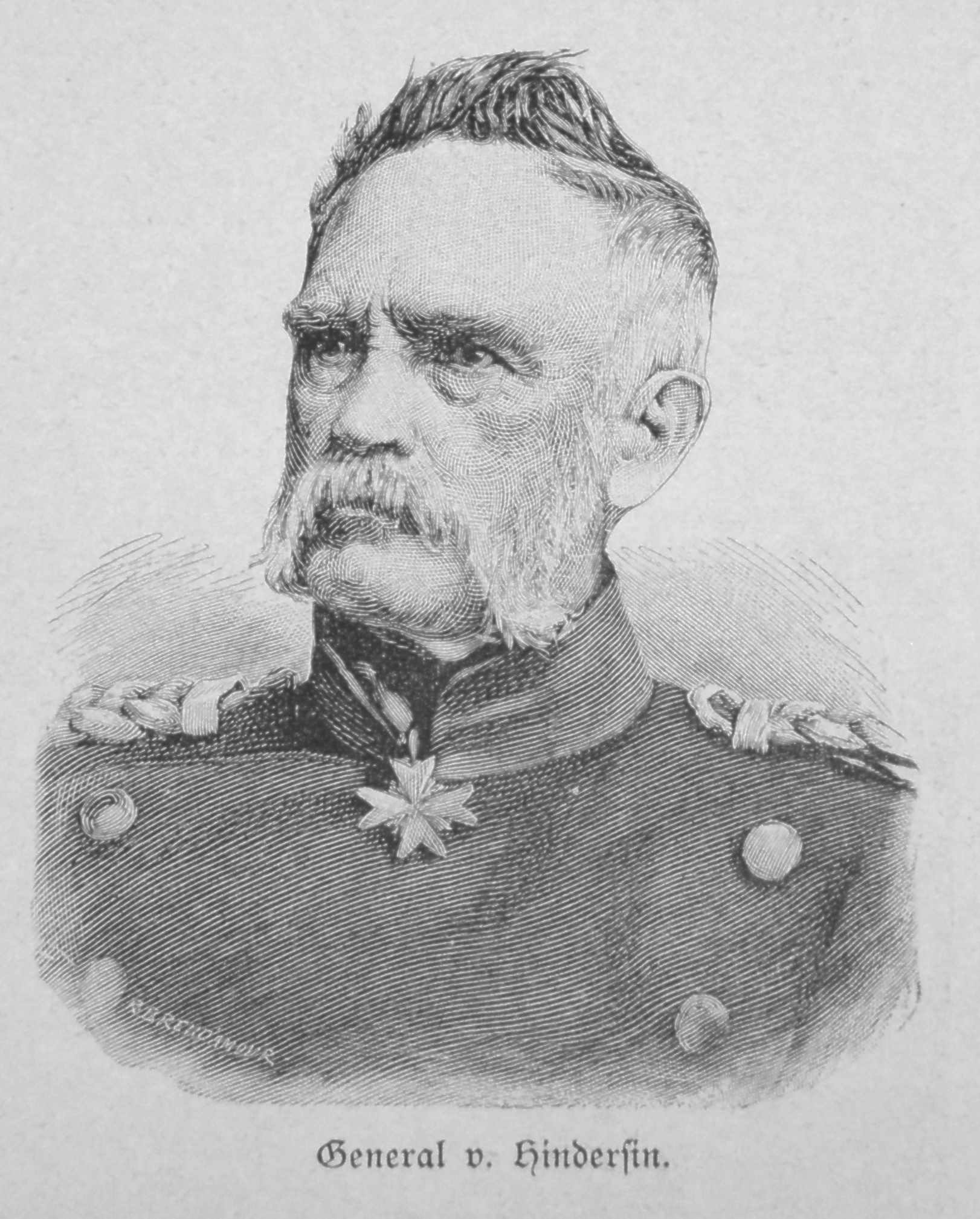
General von Hindersin

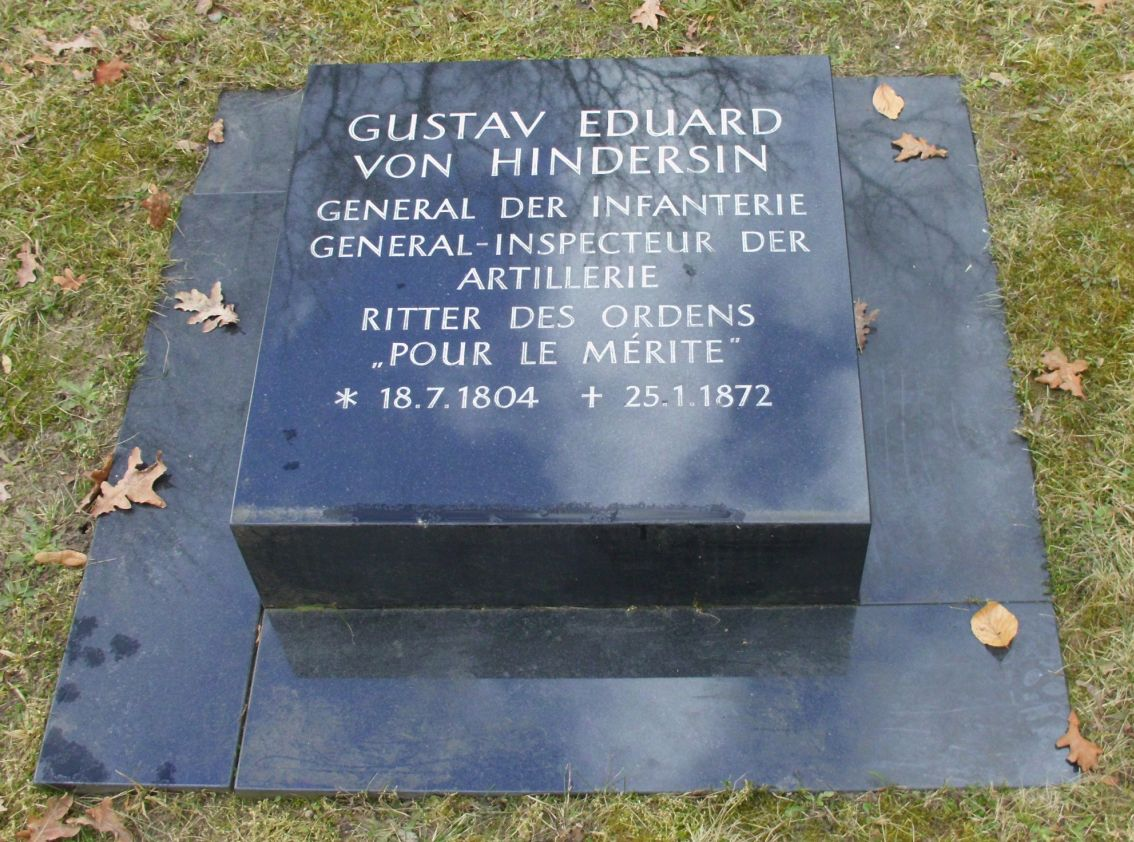
Restitutions-Grabstein für Gustav Eduard von Hindersin auf dem Invalidenfriedhof Berlin (Zustand 2013)

Gustav Eduard Hindersin, seit 1865 von Hindersin (* 18. Juli 1804 in Wernigerode; † 25. Januar 1872 in Berlin) war ein preußischer General der Infanterie.

## Leben

### Herkunft
Er war der Sohn des Pfarrers Friedrich Wilhelm Hindersin (1754–1824) und dessen Ehefrau Charlotte Beate, geborene Schmid (1770–1837).

### Militärkarriere
Hindersin absolvierte das Lyzeum in seiner Heimatstadt und trat am 16. Oktober 1820 als Kanonier in die 3. Artilleriebrigade der Preußischen Armee ein. Nach dem erfolgreichen Besuch der Vereinigten Artillerie- und Ingenieurschule wurde er zum Sekondeleutnant befördert. Von 1829 bis 1832 setzte Hindersin seine Ausbildung an der Allgemeinen Kriegsschule fort. Im Anschluss daran war er als Abteilungsadjutant und Lehrer an der Brigadeschule in Magdeburg tätig. Darauf folgte 1835/37 seine Kommandierung zum Topographischen Büro. Am 22. Dezember 1838 zum Premierleutnant befördert, wurde Hindersin am 7. April 1841 zum Großen Generalstab kommandiert. Mit seiner Beförderung zum Hauptmann kam er am 12. April 1842 in den Generalstab des I. Armee-Korps. Von dort kehrte er im März 1846 in den Großen Generalstab zurück und leitete als Major die Topographische Abteilung. Zeitgleich war Hindersin 1847/48 auch Lehrer an der Allgemeinen Kriegsschule.
Im Anschluss an die Revolution von 1848/49 wurde er zur Niederschlagung der badischen Revolutionäre dem vereinigten Bundeskorps unter Eduard von Peucker zugeteilt, zunächst als Generalstabsoffizier und später als Chef des Generalstabs. Bei Ladenburg wurde er von den Badenern gefangen genommen und nach Rastatt transportiert, dort aber freigelassen, bevor die Stadt fiel. Bis Mitte Oktober 1861 stieg Hindersin zum Generalleutnant auf.
Im Krieg gegen Dänemark 1864 war Hindersin mit der technischen Oberleitung des Artillerie- und Ingenieurangriffs gegen die Düppeler Schanzen beauftragt. Für die erfolgreiche Ausführung wurde er am 22. April 1864 mit dem Orden Pour le Mérite ausgezeichnet. Nach dem Krieg wurde er unter Beibehaltung seiner Stellung als Inspekteur der 2. Artillerie-Inspektion zum 2. Generalinspekteur der Artillerie ernannt. Am 20. Dezember 1864 wurde Hindersin schließlich Generalinspekteur sowie Kurator der Vereinigten Artillerie- und Ingenieurschule.
In Anerkennung seiner Leistungen während des Krieges 1864 wurde er am 22. März 1865 in den erblichen Adelsstand erhoben und erhielt ein Wappen mit Elementen des Wappens der schottischen Familie Henderson.
Als Generalinspekteur versuchte er, die Bewaffnung der Truppe mit gezogenen Geschützen umzusetzen. Ehe dies erreicht war, brach 1866 der Deutsch-Österreichische Krieg aus. Hindersin wurde in das Hauptquartier des Königs Wilhelm I. kommandiert. Hier analysierte er zutage getretene Mängel und initiierte die Einrichtung einer Artillerieschießschule.
1866 wurde Hindersin zum General der Infanterie befördert und am 8. Januar 1868 zum Mitglied der Landesverteidigungskommission ernannt. Im Krieg gegen Frankreich nahm er 1870/71 an den Schlachten bei Gravelotte und Sedan sowie an der Belagerung von Paris teil. Neben beiden Klassen des Eisernen Kreuzes erhielt Hindersin dafür das Großkreuz des Bayerischen Militärverdienstordens und des Ordens der Württembergischen Krone. Beim feierlichen Einzug in Berlin stellte ihn Wilhelm I. à la suite des Garde-Feldartillerie-Regiments. Außerdem verlieh er Hindersin kurz darauf anlässlich seines 50-jährigen Dienstjubiläums das Großkreuz des Roten Adlerordens.
Zwei Tage nach seinem Tod wurde er auf dem Invalidenfriedhof in Berlin beigesetzt, neben seinen beiden ältesten Kindern. An der Beisetzung nahmen Kaiser Wilhelm I. und Kronprinz Friedrich sowie zahlreiche hochstehende preußische Militärs teil. Die Gräber sind nicht erhalten geblieben. Die Lage von Hindersins letzter Ruhestätte wird heute von einem Restitutionsstein markiert.

### Familie
Hindersin hatte sich am 8. Oktober 1844 in Königsberg mit Ida Stelter (1824–1904) verheiratet. Aus der Ehe gingen folgende Kinder hervor:
- Gustav Otto Friedrich (1845–1853)
- Ida Mathilde Emma (1846–1870) ⚭ 8. Oktober 1869 Richard Blume, Major a. D. (1837–1889), Sohn von Johann Heinrich Julius Blume
- Helena Charlotte Wilhelmine (1848–1925)
- Otto Friedrich (1851–1870), preußischer Sekondeleutnant, gefallen in der Schlacht bei Gravelotte
- Alfred Ludwig Franz (1852–1853)
- Rosa Marie (1854–1926)
- Marie Anna (* 1857) ⚭ 14. Oktober 1888 Kurt Delbrück, Pfarrer und Schriftsteller
- Friedrich Wilhelm (1858–1936), deutscher Jurist und Schriftsteller
- Richard Botho (1860–1931), preußischer Major, Herr auf Dalkau ⚭ 23. Juni 1890 Davide Eveline von Hansemann (* 1867)
- Magda Luise (1865–1936)

## Ehrungen
In seiner Geburtsstadt Wernigerode wurde er 1871 Ehrenbürger und bis 1945 trug die heutige Albert-Bartels-Straße seinen Namen. 1872 wurde in Berlin-Tiergarten die Hindersinstraße  nach ihm benannt, in deren Nummer 4a er gewohnt hatte und die in der Nähe des Großen Generalstabs am Königsplatz (heute Platz der Republik) lag; sie wurde 1972 wegen Totalzerstörung des Spreebogens eingezogen. Schließlich wurde das „Fort Hindersin“ (1879–1881) – später „Gambetta“ – der Festung Metz nach ihm benannt. Wilhelm II. verlieh am 27. Januar 1889 dem Fußartillerie-Regiment Nr. 2 den Namen „von Hindersin“ als Zusatz.